# La Science illustrée
La Science illustrée est un journal hebdomadaire français de vulgarisation scientifique créé le 18 octobre 1875 et disparu en 1905.

## Histoire du support

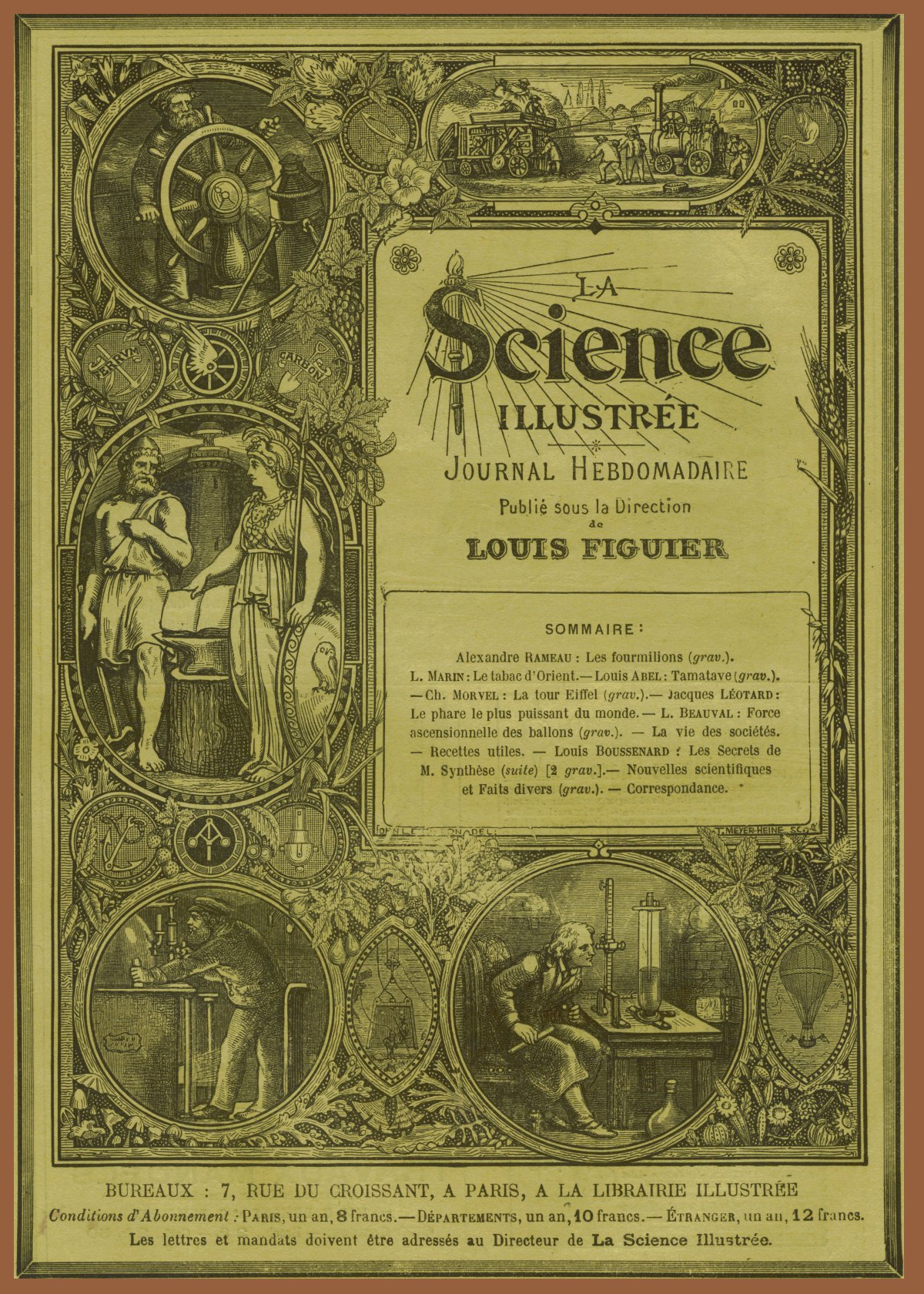

Fondée en octobre 1875, Adolphe Bitard, Louis Figuier et Élisée Reclus en sont les principaux rédacteurs, puis le titre s'estompe en 1877. Le titre est réveillé par Adolphe Bitard en décembre 1887, publié à la Librairie illustrée dirigée par Georges Decaux et Armand-Désiré Montgrédien. La direction de la revue est reprise par Louis Figuier à la mort de Bitard au début de 1888. Les bureaux sont au 7, rue du Croissant (au cœur de la « république du Croissant »).
Largement illustré, ce périodique contient à partir de 1888 des nouvelles et romans à épisode. Les romans sont signés entre autres par Louis-Henri Boussenard, Jules Verne, H. G. Wells, Victorien Sardou ou Albert Robida. On y retrouve également les signatures d'un certain nombre de rédacteurs des revues La Nature, la Revue scientifique et le Journal des voyages. Cette revue est concurrencée à cette époque par Cosmos puis par la Revue universelle des inventions nouvelles fondée par Henri Farjas en 1888.
Parmi les savants et écrivains ayant écrit des articles : Philippe Auquier, Victor Baudot, Adolphe Bitard, Gaston Bonnefont, Georges Borrel, Émile Desbeaux, Frédéric Dillaye, Max Duchanoy, Charles Épheyre, Louis Figuier, Camille Flammarion, Wilfrid de Fonvielle, Marc Le Roux, G. Lenotre, Pol Martefani, Georges Moynet, Henri de Parville, Maurice Rambarbe, Alexandre Rameau, Gustave Regelsperger, Albert Robida, Clémence Royer, Victorien Sardou, Guy Tommel, Georges Price.
Le titre semble disparaître en novembre 1905 après 939 livraisons.

## De nombreux suppléments
Le catalogue de la Bibliothèque nationale de France signale que La Science illustrée a publié de nombreux suppléments, reprenant les mêmes contenus rédactionnels :
- "Les Arts de la femme" ;
- "Autour du monde" ;
- "Les Beaux romans" ;
- "Le Comique" ;
- "Le Faublas" ;
- "Illustration pour tous" ;
- "Journal de la maison" ;
- "Journal des romans populaires illustrés" ;
- "Les Lectures de la jeunesse" ;
- "Lectures illustrées" ;
- "Lectures populaires" ;
- "Magazine pour tous" ;
- "Les Merveilles de l'Exposition de 1900" ;
- "Mon camarade" ;
- "L'Ouvrière" ;
- "Paris pour tous" ;
- "Le Petit soldat de France" ;
- "Le Photographe" ;
- "Le Photographiste" ;
- "Les Romans d'amour" ;
- "Romans de la jeunesse" ;
- "La Vie chez soi"